# 永井正義
永井 正義（ながい まさよし、1926年6月12日- 1986年11月2日 ）は、プロ野球球団南海ホークスの取締役。

## 来歴・人物
中国河北省天津市で生まれる。
1949年にスポーツニッポン新聞大阪本社に入社。
報道部長や編集部長などを歴任し、1962年から1977年まで毎日放送の解説者を務めた。
その後、1978年に南海ホークスに入社。広報担当を経て、球団部長を務めた。
1986年11月2日、肝不全のために自宅で死去。
大リーグ通としても知られていた。
著書に『勇者たち　=人物阪急球団史=』（現代企画室、1978年）がある。